# スタンリイ・エリン
スタンリイ・エリン（Stanley Ellin, 1916年10月6日 - 1986年7月31日）はアメリカ合衆国の小説家、推理作家。短編小説の名手として知られる。代表作に「特別料理」「決断の時」などがある。寡作であり、40年の作家生活で、長編14作、短編約40篇を発表した。

## 人物
ニューヨークのブルックリン出身。1936年にブルックリン大学文学部を卒業後、様々な職に就く。1937年結婚。
1946年にエラリー・クイーンズ・ミステリ・マガジン（以下、EQMM）に投稿した短編 「特別料理」(The Specialty of the House) が1947年に同誌の第3回短編コンテストの特別賞を受賞。1948年には「特別料理」がEQMMに掲載されるとともに、長編第1作『断崖』(Dreadful Summit) を刊行。以後、EQMM年次短編コンテストに6回連続入選（第4回は第3席、5回から9回は5回連続で第2席）。1955年、第10回に「決断の時」(The Moment of Decision) で第1席を受賞。
1955年度の「パーティーの夜」(The House Party) と1957年度の「ブレッシントン計画」(The Blessington Method) でエドガー賞 最優秀短編賞を2度受賞。1959年度は『第八の地獄』(The Eighth Circle) でエドガー賞 長編賞を受賞。1981年には長年の創作活動に対し巨匠賞を贈られた。
アメリカ国外でも評価は高く、1975年には『鏡よ、鏡』(Mirror, Mirror on the Wall) でフランス推理小説大賞を受賞した。
1986年に心臓発作で死去。

## 著作

### 長編
- Dreadful Summit (1948年)
  - 『断崖』 三樹青生訳／米映画『大いなる夜 (The Big Night)』（1951年、監督・脚本:ジョゼフ・ロージー、出演:ジョン・ドリュー・バリモア）の原作。
- The Key to Nicholas Street (1952年)
  - 『ニコラス街の鍵』 福田陸太郎訳／仏映画『二重の鍵 ("À double tour")』（1959年、監督・脚本:クロード・シャブロル、出演:ジャン＝ポール・ベルモンド、ベルナデット・ラフォン）の原作。
- The Eighth Circle (1958年)
  - 『第八の地獄』 小笠原豊樹訳
- The Winter After This Summer (1960年)
- The Panama Portrait (1962年)
- House of Cards (1967年)
  - 『カードの館』 深町眞理子訳
- The Valentine Estate (1968年)
  - 『バレンタインの遺産』 田中融二訳
- The Blind[※ 1] (1970年)
  - 『空白との契約』 皆藤幸蔵訳
- Mirror, Mirror on the Wall (1972年)
  - 『鏡よ、鏡』 稲葉明雄訳
- Stronghold (1975年)
- The Luxemburg Run (1977年)
- Star Light, Star Bright (1979年)
- The Dark Fantastic (1983年)
  - 『闇に踊れ！』 安倍昭至訳
- Very Old Money (1984年)

### 短編集
- Mystery Stories (1956年)
  - 『特別料理』 田中融二訳、早川書房〈異色作家短篇集〉
- The Blessington Method and Other Strange Tales (1964年)
  - 『九時から五時までの男』 小笠原豊樹・他訳（早川書房［ハヤカワ・ミステリ］、1967年／早川書房［ハヤカワ・ミステリ文庫］、2003年12月31日）
    - The Blessington Method
      - 「ブレッシントン計画」 津川敬子訳

    - The Faith of Aaron Menefee
      - 「神さまの思し召し」 田中融二訳

    - You Can't Be a Little Garl All Your life
      - 「いつまでもねんねえじゃいられない」 田中融二訳

    - Robert
      - 「ロバート」 永井淳訳

    - Unreasonable Doubt
      - 「不当な疑惑」 田中融二訳

    - The Day of The Bullet
      - 「運命の日」 井上一夫訳

    - Beidenbauer's Flea
      - 「蚤をたずねて」 田中融二訳

    - The Seven Deadly Virtues
      - 「七つの大徳」 小笠原豊樹訳

    - The Nine-to-Five Man
      - 「九時から五時までの男」 小笠原豊樹訳

    - The Question
      - 「倅の質問」 小笠原豊樹訳
- Kindly Dig Your Grave and Other Wicked Stories (1975年)
- The Specialty of the House and Other Stories: he Complete Mystery Tales, 1948-1972 (1979年)
  - 既刊の短編集3冊からの傑作選に、未収録短編4作を追加。
- 『最後の一壜』 仁賀克雄・他訳 (早川書房ハヤカワ・ミステリ） (2005年)
  - Kindly Dig Your Grave and Other Wicked Stories の収録作品と、The Specialty of the House and Other Stories 1948-1972 で初めて収録された短編4作を収録した日本オリジナル編集。英語題は The Crime of Ezechiele Coen and other stories。